# Moontan
Moontan è un album del gruppo musicale olandese Golden Earring, pubblicato dall'etichetta discografica Polydor nel luglio 1973.
L'album è prodotto dallo stesso gruppo, che cura anche gli arrangiamenti. I brani sono composti da Barry Hay e George Kooymans, due membri della band, in un paio di occasioni insieme a John Fenton.
Dal disco vengono tratti i singoli Radar Love e, l'anno seguente, Candy's Going Bad.

## Tracce

### Lato A
1. Candy's Going Bad
2. Are You Receiving Me
3. Suzy Lunacy (Mental Rock)

### Lato B
1. Radar Love
2. Just Like Vince Taylor
3. Vanilla Queen